# Sándor Csoóri
Sándor Csoóri (n. 3 februarie 1930, Zámoly, Székesfehérvár, Țările Coroanei Sfântului Ștefan, Ungaria – d. 12 septembrie 2016, Budapesta, Ungaria) a fost un poet, eseist, prozator și politician maghiar.

## Opera
- Tudósítás a toronyból, 1963 (Înștiințare din turn) - Sociografie
- Iszapeső, 1981 (Ploaie de nămol)- roman cu caracter sociografic
- Lábon járó verőfény, 1987 (Lumină la pas) - poezii pentru copii
- Tizenhét kő a parton, 2007 (Șaptesprezece pietre pe mal) - volum de eseuri
- Scenarii pentru filmele 
  - Tízezer nap; Ítélet; Hószakadás; Nincs idő, ale lui Ferenc Kósa
  - Földobott kő; 80 de husari (1978); Tüske a köröm alatt, ale lui Sándor Sára